# C.L.E. Moore Instructor
Les C.L.E. Moore Instructors sont des emplois d'enseignants au Massachusetts Institute of Technology (MIT), nommés ainsi en honneur à Clarence Lemuel Elisha Moore (1876–1931) qui a été, depuis 1904 et jusqu'à la fin de sa vie, professeur de géométrie au Massachusetts Institute of Technology (MIT).

## Description
Les postes d'« instructeurs » sont attribués annuellement par le département de mathématiques du MIT à de jeunes docteurs en mathématiques titulaires d'un Ph.D. pour leur permettre d'exercer une activité entièrement consacrée aux mathématiques. Ils sont instructors, donc enseignants, mais on attend d'eux une activité de recherche importante. Les postes de Moore-Instructors sont hautement considérés et donc très recherchés. Le nombre de Moore-Instructors varie chaque année, mais peut être de l'ordre d'une quinzaine, voire au-delà.

## Titulaires
Parmi les titulaires de ce poste, il y a notamment :
A-D
Dan Abramovich (en),
Tom M. Apostol,
Sheldon Axler,
Patricia E. Bauman (en),
Alexander Braverman,
Egbert Brieskorn,
Felix Browder,
Paul Cohen],
Charles C. Conley, 
Caterina Consani, 
Michael W. Davis (en), 
Nils Dencker,
Peter Dombrowski (de)
George Duff (en),
E-K
Lawrence Ein, 
Daniel S. Freed,
Hillel Furstenberg,
John Garnett,
Mark Goresky,
Helen Grundman,
Joe Harris,
Sigurður Helgason,
Lars Hesselholt (en),
Eleny Ionel (en),
Vadim Kaloshin (en),
Yael Karshon,
Alexander S. Kechris,
Anthony Knapp,
Nancy Kopell,
Irwin Kra,
L-S
Kefeng Liu, 
Matilde Marcolli,
Kevin McCrimmon,
Curtis Tracy McMullen,
William Messing,
Emmy Murphy,
John Forbes Nash,
Irena Peeva (en),
Daniel Quillen,
Douglas Ravenel,
Daniel Rider (en), 
Walter Rudin,
Robert Rumely,
James Serrin,
William Shaw (en),
Joseph H. Silverman,
Jim Simons,
Isadore M. Singer,
Hart F. Smith,
Karen Smith,
George Springer,
Richard Peter Stanley,
James Stasheff,
Elias Stein,
Gilbert Strang,
Robert Strichartz,
T-Z
Alessandro Figà Talamanca,
Shang-Hua Teng,
Robert Thomason,
Alan Weinstein
Edward O. Thorp,
Douglas Ulmer,
Ravi Vakil,
Akshay Venkatesh,
Chelsea Walton,
Gerard Washnitzer,  
Alan D. Weinstein,
Michael Wolf,
Zhiwei Yun.